# A Place Further Than the Universe
A Place Further Than the Universe (japanisch 宇宙よりも遠い場所 Sora Yori mo Tōi Basho, deutsch ‚Ein Ort ferner als der Weltraum/Himmel‘) ist eine Anime-Fernsehserie von Studio Madhouse. Der Manga von Nene Yoimachi startete bereits im Dezember 2017, während der Anime seit Januar 2018 ausgestrahlt wird. Die Geschichte dreht sich um vier Mädchen, die angespornt von der Tochter einer Antarktis-Reisenden zu dem südlichen Kontinent reisen wollen.

## Handlung
Als sie in die Oberschule gekommen ist, hat sich Mari Tamaki vorgenommen, mehr als nur den üblichen Schulalltag zu leben: Sie will Tagebuch schreiben, zumindest einmal schwänzen und eine Reise an ein unbekanntes Ziel antreten. Doch nach einiger Zeit merkt sie, dass ihre Vorhaben wie schon in der Mittelschule an ihrer Zögerlichkeit und mangelnden Überwindungskraft scheitern. Da trifft sie auf dem Bahnhof ihre Mitschülerin Shirase Kobuchizawa und erfährt, dass diese nebenbei Geld verdient, um in die Antarktis zu reisen. Viele lachen Shirase für ihren Plan aus, doch weil ihre Mutter bei einer Expedition verschollen ist, will sie unbedingt dorthin. Mari ist von ihrem Vorhaben begeistert und will ihr helfen – Shirase fragt sie, ob sie mitreisen will.
Um die Reise zu finanzieren, arbeitet Mari in einem kleinen Laden, in dem sie Hinata Miyake kennenlernt. Das Mädchen ist ebenso aufgeweckt wie Mari, geht aber nicht zur Schule. Sie arbeitet viel und lernt nebenbei selbst, um später die Prüfung für die Hochschule ablegen zu können. Um aber zumindest etwas in ihrer Jugend zu erleben, will sie die beiden auf deren Reise begleiten. Nun zu dritt, müssen sie aber immer noch die Erlaubnis bekommen, sich der nächsten Expedition mit Zivilisten anzuschließen. Deren Teilnehmer jedoch kennen Shirase – und ihre Mutter – und lehnen ab. Zwar ist die Expedition in Geldnöten, Shirases Erspartes wollen sie aber nicht. Sie werben dafür, dass die Internet-Berühmtheit Yuzuki Shiraishi die Reise begleitet und davon berichtet. Shiraishi, im gleichen Alter wie die drei anderen Mädchen – hat darauf aber keine Lust. Durch ihre Bekanntheit und die vielen Termine hat sie nie Freunde finden können und will nun nicht auch noch Monate lang auf Reisen sein. Sie spricht daher die drei Mädchen an, ob sie mit ihr tauschen. Dagegen ist jedoch Shiraishis Mutter und Managerin. Schließlich freunden sich die vier an und wollen gemeinsam die Expedition antreten. Zuvor müssen sie, wie auch die anderen Teilnehmer, Vorbereitungskurse belegen und trainieren, beispielsweise die Orientierung in der Schneewüste. Mari muss sich die Erlaubnis ihrer Eltern außerdem verdienen, indem sie alle Prüfungen vor der Expedition besteht.
Als die Abreise näher rückt, beginnen sich die vier für die lange Zeit von ihren Mitmenschen zu verabschieden. Mari streitet sich dabei fast mit ihrer Sandkastenfreundin Megumi. Die gibt zu, die Reise schon die ganze Zeit torpediert zu haben, indem sie Gerüchte an der Schule und bei Maris Eltern streut, weil sie neidisch auf die vier Freundinnen ist und Mari wie bisher für sich haben wollte. Nun fühlt sie sich selbst schlecht, doch Mari vergibt ihr und lehnt es ab, die Freundschaft zu kündigen. So machen sich die vier Mädchen auf die Reise: Zunächst per Flug nach Singapur und weiter nach Fremantle, wo der Eisbrecher wartet. An Bord müssen sie sich der Routine der Expedition unterordnen, dabei noch die Berichte von der Expedition mit Yuzuki drehen und sich an die Überfahrt durch die stürmische See gewöhnen. Nach einigen Problemen finden sie schließlich auch Gefallen an den rauen Seiten des Abenteuers.
An der Shōwa-Station in der Antarktis angekommen sind die vier Freundinnen weiter in die Arbeit eingebunden und liefern ihre Berichte. Schließlich können sie zur Inland-Station reisen, in der Shirases Mutter gestorben ist. Dort suchen sie nach etwas, das sie hinterlassen haben könnte, und finden ein Bild mit ihrer Tochter und ihren Laptop. Der hat alle der tausenden Nachrichten empfangen, die Shirase ihr seit Jahren geschrieben hat. Durch ihren Aufenthalt in der Antarktis kann Shirase nun auch endlich verstehen, was ihre Mutter an dieser Welt so fasziniert hat und warum sie hierher gereist ist. Vor der Abreise am Ende des Sommers verabreden sich die Mädchen, gemeinsam ein weiteres Mal im Winter in die Antarktis zu reisen.

## Veröffentlichungen

### Anime
Die Fernsehserie entstand nach einem Konzept von Jukki Hanada, der auch das Drehbuch schrieb. Regie führte Atsuko Ishizuka und die Umsetzung lag bei Studio Madhouse. Das Charakterdesign entwarf Takahiro Yoshimatsu und die künstlerische Leitung lag bei Saho Yamane. Der verantwortliche Produzent war Kenji Nakamoto. 
Die Erstausstrahlung der Serie erfolgte in Japan vom 2. Januar bis zum 27. März 2018 auf dem Sender AT-X, sowie mit einigen Stunden Versatz auch auf Tokyo MX und BS11, sowie etwa einer Woche Versatz auf MBS. Parallel wird sie von Crunchyroll unter dem Titel A Place Further Than the Universe international per Streaming veröffentlicht, unter anderem mit deutschen und englischen Untertiteln. 

#### Synchronisation
| Rolle               | japanischer Sprecher (Seiyū) | deutscher Sprecher |
| ------------------- | ---------------------------- | ------------------ |
| Mari Tamaki         | Inori Minase                 | Leonie Landa       |
| Shirase Kobuchizawa | Kana Hanazawa                | Nicole Hise        |
| Yuzuki Shiraishi    | Saori Hayami                 | Eleni Möller       |
| Hinata Miyake       | Yuka Iguchi                  | Katrin Heß         |

#### Musik
Die Musik der Serie wurde komponiert von Yoshiaki Fujisawa. Das Vorspannlied ist The Girls Are Alright! von Saya und der Abspann wurde unterlegt mit Koko kara, Koko kara, gesungen von den Sprecherinnen der vier Protagonistinnen. Während der ersten Folge wird außerdem das Lied Haruka Tooku (ハルカトオク) von Saya eingespielt.

### Manga
Nene Yoimachi zeichnet auf Grundlage des Anime-Skripts eine Manga-Serie, die in Japan seit dem 27. Dezember 2017 (Ausgabe 2/2018) im Magazin Gekkan Comic Alive des Verlags Media Factory erscheint.